# Márta Kurtág
Márta Kurtág, geb. Márta Kinsker, oft Marta Kurtag (* 1. Oktober 1927 in Esztergom; † 17. Oktober 2019 in Budapest), war eine ungarische klassische Pianistin. Sie war die Ehefrau des Komponisten György Kurtág, mit dem sie mehr als 60 Jahre lang häufig international auftrat und Aufnahmen machte. Sie lehrte zeitweise Schulmusik an der Musikakademie in Budapest.

## Leben
Márta Kurtág wurde in Esztergom geboren. Sie studierte Klavier bei András Mihály und Leó Weiner. Sie lernte György Kurtág, ihren späteren Mann, in Budapest kennen, wo er ab 1946 an der Franz-Liszt-Musikakademie studierte. Sie heirateten 1947, und ihr Sohn György wurde 1954 geboren. Sie unterrichtete ab 1953 an der Béla-Bartók-Musikschule in Budapest. Ihr Mann schloss seine Studien 1955 ab.
Nach dem Ungarischen Volksaufstand lebte das Ehepaar ab 1957 zwei Jahre in Paris, wo er bei Max Deutsch, Olivier Messiaen und Darius Milhaud studierte. Sie lehrte ab 1972 Schulmusik an der Franz-Liszt-Musikakademie.

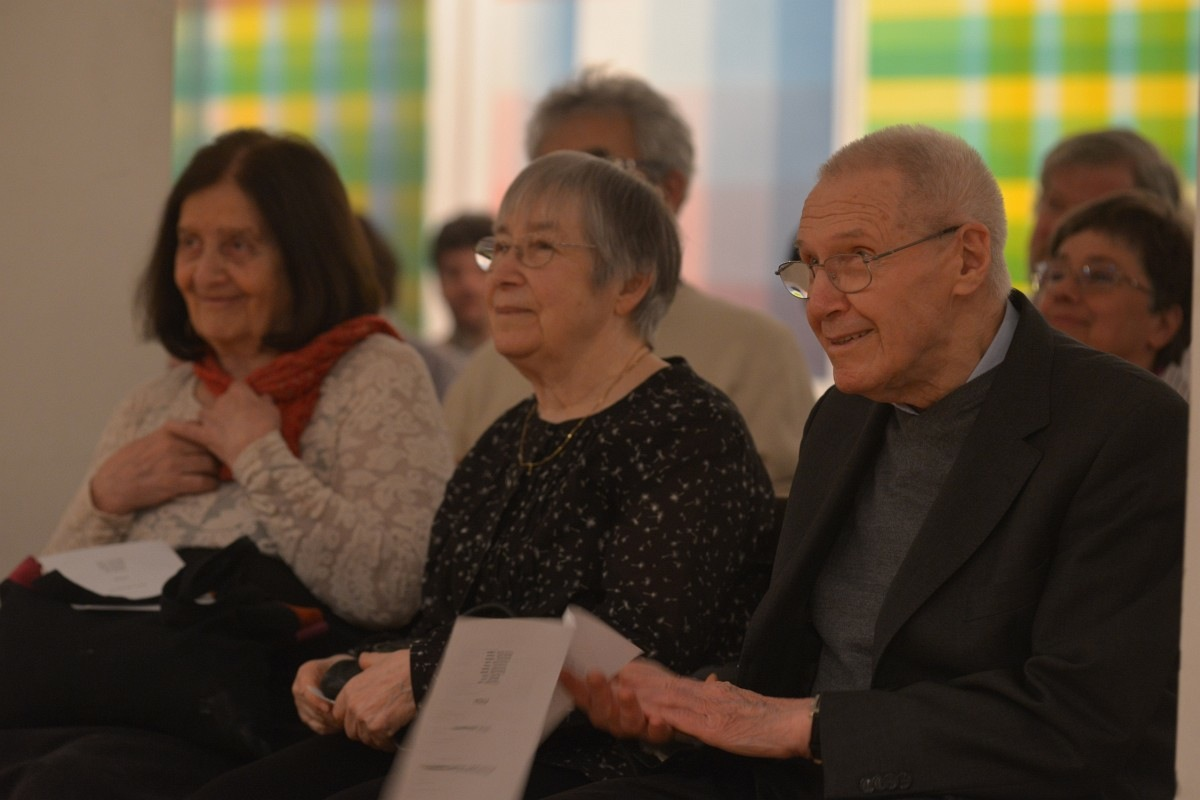
Márta Kurtág (Mitte) mit Sára Gerlóczy und György Kurtág, 2014

Márta Kurtág war einflussreich auf jedem Gebiet im Leben ihres Mannes, nicht nur als Ehefrau und Mutter, sondern auch als Klavierpartnerin, und als erste und kritische Hörerin seiner Werke im Entstehen. Die beiden traten mehr als 60 Jahre gemeinsam auf, in Konzerten, im Rundfunk und für Einspielungen. Sie spielten oft aus seiner Sammlung Játékok (Spiele) von Miniaturen für Klavier zu zwei und vier Händen, die auch Bearbeitung von Werken Johann Sebastian Bachs enthält. Spätere Ausgaben von Játékok kennzeichnen die Stücke als Tagebucheindrücke und persönliche Botschaften.
2004, als György Kurtág im Komponistenportrait des Rheingau Musik Festival vorgestellt wurde, spielte sie in einem der Konzerte mit ihm aus Játékok. Sie gaben 2008 Konzerte beim Aldeburgh Festival mit der Geigerin Hiromi Kikuchi und dem Pianisten Pierre-Laurent Aimard. Eine Besprechung hob hervor, dass ihr Spiel auf einem Klavier ihr Ethos von Einfachheit und Bescheidenheit unterstrich, und dass sie spielten wie zu ihrem eigenen Vergnügen („… their performance embodies a lot about the Kurtág ethos of simplicity and understatement. They sit before a humble upright piano, just as if they were at home, in private, playing for their own enjoyment.“)
Sie spielten Stücke aus der Sammlung in der Zankel Hall von Carnegie Hall in New York City 2009, in Paris bei den Festivals d’Automne und Piano aux Jacobins, im Théâtre du Jeu de Paume in Aix-en-Provence, in der Library of Congress in Washington und der Tonhalle Zürich. Als ihr Mann 2013 die Goldmedaille der Royal Philharmonic Society in London erhielt, spielten sie zusammen in der Queen Elizabeth Hall.
Márta Kurtág starb am 17. Oktober 2019 in Budapest.

## Einspielungen
1997 erschien Játékok / György Kurtág, Márta Kurtág bei ECM Records, mit einigen der Bach-Transkriptionen wie der Sonatina aus Bachs Kantate Gottes Zeit ist die allerbeste Zeit, BWV 106. 1999 spielte sie Beethovens Diabelli-Variationen für BMC ein 2015 brachten sie Marta & Gyorgy Kurtág: In Memoriam Haydée heraus, ebenfalls mit Auszügen von Játékok und Bachs Sonatina. Eine Aufnahme mit Stücken aus Játékok und einer Suite für vier Hände erschien 2017, die Rundfunkaufnahmen von Magyar Rádió zwischen 1955 und 2001 enthält.